# Wohnhaus Bahnhofstraße 81
Das Wohnhaus Bahnhofstraße 81 in der niedersächsischen Samtgemeinde Land Hadeln, Gemeinde Oberndorf im Landkreis Cuxhaven, wurde 1909 errichtet. Aktuell (2024) wird es weiterhin als Wohnhaus genutzt.
Das Gebäude steht unter Denkmalschutz (siehe auch Liste der Baudenkmale in Oberndorf (Oste)).

## Geschichte und Beschreibung
Der Ausbaus der Bahnhofstraße am Ende des 19. Jahrhunderts als wichtige Verkehrsanbindung zwischen Bahnhof und Fähranleger westlich der Oste führte zu einer differenzierten Bebauung.
Das eingeschossige traufständige verputzte historisierende Gebäude auf hohem Kellersockel mit Krüppelwalmdach in Hohlpfannendeckung entstand 1909. Die straßenseitigen Fassaden wurde gegliedert durch den zweigeschossigen Giebelrisalit mit Satteldach und im Dachgeschoss als Altan mit Rundbogennische und Balkon ausgebildet. An der Nordwestseite hat der zurückgesetzte Eingang eine Freitreppe. Die Fassaden sind gegliedert durch barockisierende Putzornamentik als Fensterbekrönungen und als Rahmung der medaillonhaften Nischen im Risalit. Ähnliche Wohnhäuser stehen in der Nachbarschaft.
Ein verklinkertes giebelständiges einfaches Nebengebäude steht auch unter Denkmalschutz.
Das Landesdenkmalamt befand u. a.: „… Das villenartige Wohnhaus wurde 1909 als Beispiel des späten Historismus, das an städtischen Vorbildern orientiert ist, errichtet.  …“